# 라티겐 바이 슈피츠역
라티겐 바이 슈피츠역(독일어: Bahnhof Lattigen bei Spiez)은 스위스 베른주 슈피츠 시의 기차역이다. 슈피츠-츠바이지멘선의 중간 정류장이며, 지역 열차로만 운행된다.

## 운행편
다음 서비스는 슈피츠 근처 라티겐에서 정차한다:
- 레기오 : 츠바이지멘 및 베른까지 매시간 운행